# Pantel·leria
Pantel·leria (en italià Pantelleria, sicilià Pantiddirìa, en àrab Kawsara o Kusira deformació de Cossyra) és una illa italiana situada entre l'oest de Sicília (a uns 100 km) i la costa de Tunísia (a uns 70 km). L'illa té uns deu mil habitants. Forma un municipi la capital del qual es diu també Pantel·leria i té uns tres mil habitants (és situada al nord-oest de l'illa). Pertany a la província de Trapani.

## Geografia
És d'origen volcànic i té una superfície de 117 km² (14 km de llarg per 9 d'ample i un perímetre de 51 km). La seva altura màxima és un cràter a 836 metres conegut com la Montagna Grande, al centre-sud-est. Altres muntanyes o turons són:
- Monte Gibele 700 m.
- Kuddia Mida 591 m.
- Kuddia Attalora 560 m.
- Fossa del Russo 481 m.
- Kuddia del Moro 444 m.
- Kuddia del Gallo 441 m.
- Kuddia Patite 429 m.
- Kuddia Randazzo 416 m.
- Kuddia Gibilè 396 m.
- Gelfiser 394 m.
- Kuddia Sciuveki 389 m.
- Kuddia Valletta 347 m.
- Kuddia Muèggen 345 m.
- Gelkhamar 289 m.
- Sant'Elmo 245 m.
- Kuddia Maccotta 233 m.
- Kuddia Gadir 155 m.
- Kuddia Bruciata 118 m.
- Kuddie Rosse 36 m.

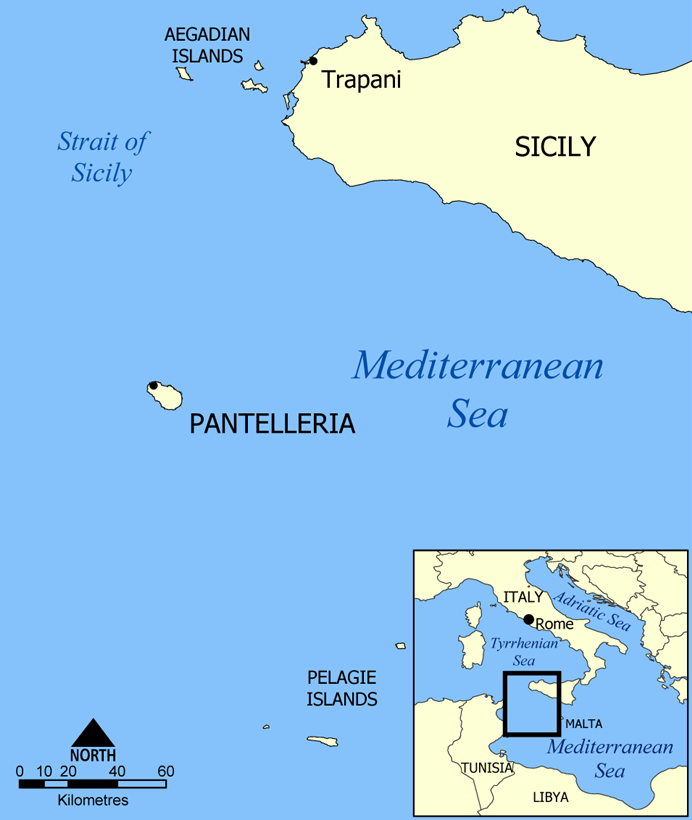
Ubicació de Pantel·leria

Els principals fenòmens volcànics són:
- Bagno Asciutto
- Bagno dell'Acqua
- Gadir
- Grotta del Freddo
- Favare
- Khazen
- Nicà
- Sateria

## Història
La població primitiva va sortir d'Àfrica. S'ha trobat un jaciment neolític a la regió de Mursia, a l'oest de la ciutat de Pantel·leria, a uns 3 km del Kuddie Rosse, antic cràter. També hi ha restes arqueològiques púniques a la mateixa zona, a Sese Grande i a la punta Fram.
Després sembla que va romandre deshabitada fins que els cartaginesos la van ocupar vers el començament del segle vii. Encara hi ha algunes restes de la fortalesa cartaginesa, així com tombes púniques i altres restes de la ciutat. Els púnics li van dir Yranim i més tard Cossyra. El 255 aC la van ocupar els romans (els cònsols M. Emili i Ser. Fulvi), però els Fastos triomfals diuen que la van perdre el 254 aC, i la van ocupar definitivament el 217 aC. Li van dir llavors Cossura (Cossyra). Durant l'imperi va servir com a lloc de desterrament de membres de la família imperial. La ciutat va gaudir del rang de municipi.
El 439 fou ocupada pel Regne Vàndal, però fou reconquerida pels romans d'Orient el 551, i es va edificar llavors el castell de Pantel·leria.
Vers el 700 la població cristiana fou exterminada pels àrabs de Tunísia dirigits per Abd al-Malik ibn Katan, després vali d'Hispània, que van visitar periòdicament l'illa però el 836 encara era romana d'Orient i se sap que servia de base per la flota que lluitava contra els musulmans a Sicília, No se sap en quin any la van conquerir els aglàbides però és segur que ja la dominaven el 864 i hi van portar colons amazics que la van repoblar; aglàbides, fatimites i zírides van posseir l'illa fins al 1123. El gener del 1026 una flota zírida de 400 vaixells que anava en ajut de Sicília va naufragar prop de l'illa. El 1087 els pisans i genovesos van atacar Pantel·leria, que fou durament castigada, i van concentrar les seves naus per atacar Ifríqiya però els illenca van advertir a l'emir mitjançant un colom missatger.
El 1123 la va conquerir Roger de Sicília quan tornava de Mahdia, massacrant als seus habitants; l'illa va quedar integrada al regne normand, però sense guarnició que ho garantís. El 1148 hi va desembarcar la flota de Jordi d'Antioquia abans d'anar a conquerir Mahdia i va fer l'annexió definitiva. Onze anys després va passar als almohades. Pel tractat de 6 d'agost de 1221 el governador almohade de Tunis va cedir l'illa a l'emperador Frederic II, sota reserva d'autonomia administrativa i judicial pels musulmans de l'illa i de la cessió de la meitat dels impostos a Ifríqiya. El 1270 l'illa, com tota Sicília, va passar a Carles I d'Anjou, fins a la seva caiguda a les Vespres Sicilianes del 1282. El 1311 una flota catalana dirigida per Lluís de Requesens hi va obtenir una gran victòria naval i la família Requesens va obtenir el títol de barons (i després prínceps) de Pantel·leria que fou el nom que li van donar els catalans. El 1403 un curiós tractat regulava la manera en què els catalans podien ocupar Gerba i els tunisians Pantel·leria, però aquest tractat mai va anar seguit d'efectes pràctics. Els catalans van protegir la població musulmana i el rei Alfons d'Aragó es queixava el 1438 a l'emir de Tunis que alguns funcionaris hàfsides encoratjaven l'emigració i demanava el retorn dels emigrats i fins i tot la instal·lació d'habitants d'Ifríqiya a l'illa.
El 1550 i el 1553 fou atacada pels turcs, essent baró de Pantel·leria Josep de Requesens de Palerm, fill de Bernat de Requesens. En aquest segle una part de la població era cristiana i una altra musulmana però vestien i parlaven la mateixa llengua que va evolucionar de manera similar al maltès. El 5 de setembre de 1620, la baronia de Pantel·leria fou constituïda en principat per Felip III d'Espanya i concedida a Antoni de Requesens i Requesens; els Requesens en van conservar el títol fins al segle xix, en què va passar als Reggio, prínceps de la Catena, i als Grifeo. El 1730, Francesco de Requesens de Pantel·leria (príncep des de feia deu anys) va construir la famosa Villa Pantelleria de Palerm; el 1759, Giuseppe Antonio de Requesens va esdevenir príncep i va fundar la ciutat de Solanno, a Sicília, cosa que li va significar el desastre econòmic en endeutar-se excessivament; algunes possessions van passar a la seva cosina Teresa de Requesens, casada amb Giuseppe Gravina, príncep de Comitali; Giuseppe Antonio fou el darrer príncep amb poder feudal; el va succeir el seu germà Emanuele de Requesens, fins a la seva mort el 24 de març de 1848.
El 1713, l'illa va passar a Savoia junt amb Sicília, però el 1720 les dues illes foren bescanviades per Sardenya i va passar a Àustria fins al 1734, en què va quedar com a part del Regne de les Dues Sicílies. Va entrar al regne d'Itàlia amb el regne de les Dues Sicílies el 1861.
El 1943 fou bombardejada pels aliats fins que la guarnició es va rendir, ja que la volien com a base per a la invasió d'Itàlia.

## Administració
| Període | Identitat          | Partit        |
| ------- | ------------------ | ------------- |
| 2005-   | Salvatore Gabriele | Llista cívica |